# Parque nacional Lagunas de Chacahua

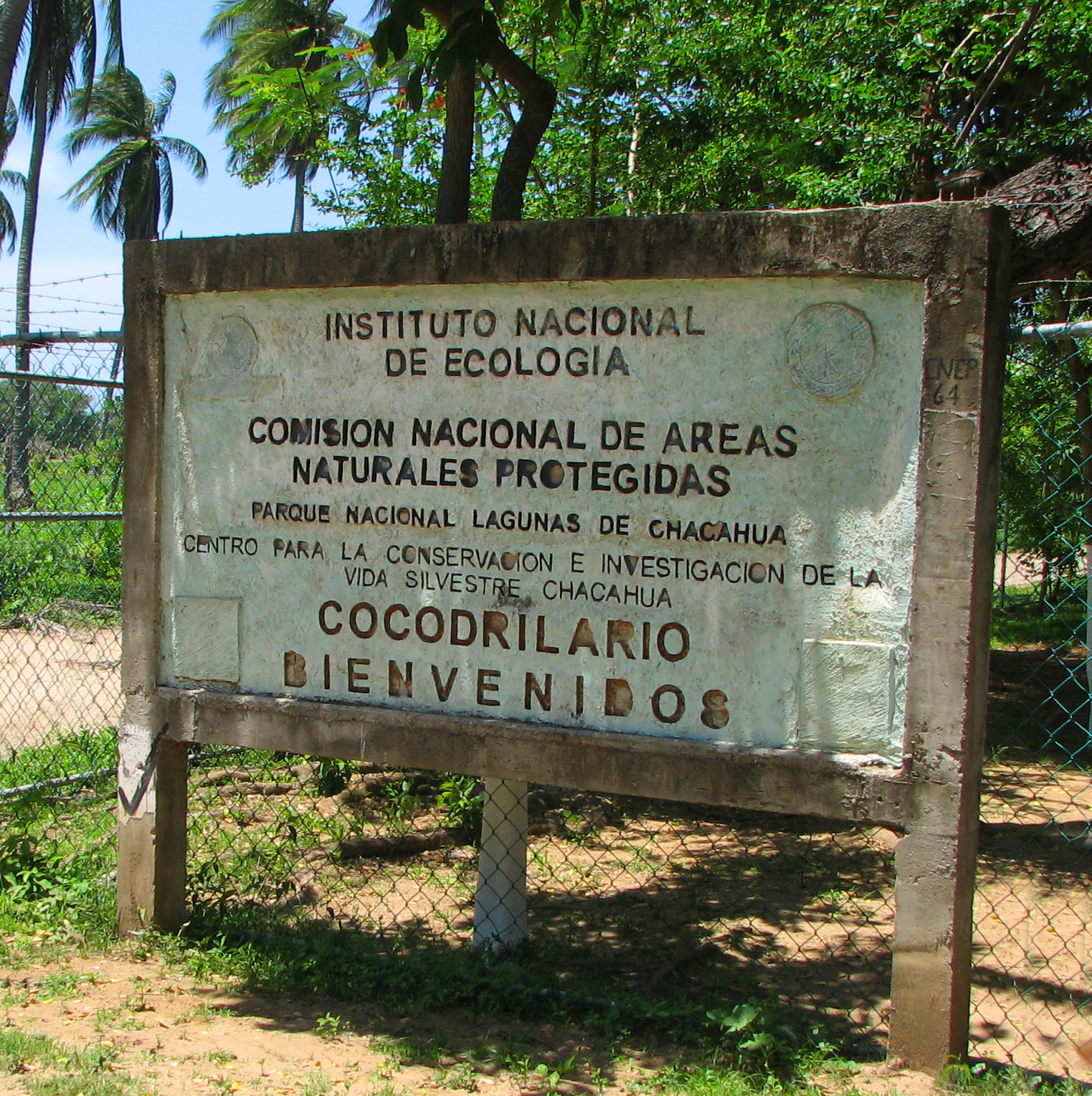
Entrada al criadero de cocodrilos situado dentro del Parque Nacional Lagunas de Chacahua.

El Parque Nacional Lagunas del Chacahua, creado el 9 de julio de 1937,
es un parque nacional situado en el estado mexicano de Oaxaca perteneciente al municipio de Villa de Tututepec. Puede llegarse a través de la Carretera Federal 200 o por barco desde Puerto Escondido. El parque abarca 132,73 kilómetros cuadrados, unos 30 km² de los cuales están ocupados por varias lagunas como la Laguna de Chacahua, la Laguna de La Pastoria y la Laguna Las Salinas. Hay varias lagunas más pequeñas que están conectadas por estrechos canales. El resto del parque está compuesto de tierra firme.
En febrero de 2008 las Lagunas de Chacahua fueron declaradas sitio Ramsar por encontrarse en la Lista de Humedales de importancia Internacional.

## Ubicación
El Parque Nacional Lagunas de Chacahua está ubicado entre los 15° 57' y 16° 03' de latitud norte con meridianos entre 97° 31' y 97° 48'de longitud oeste. El parque se encuentra delimitado al norte por las poblaciones de Charco Redondo, Tlacuache, La Vega y Lagartero y al sur por el Océano Pacífico, aproximadamente 54 km al oeste de Puerto Escondido, cerca de un pueblo llamado Zapotalito.

## Historia
El parque fue la primera área protegida (ANP´s) con ecosistemas tropicales decretada en México. En el año de 1937, el presidente de México Lázaro Cárdenas del Río decretó a esta área como el Parque Nacional Lagunas de Chacahua.
Lagunas de Chacahua fue fundado por mexicoafricanos; se sospecha que originalmente hablaban nahual, pero esta lengua se fue perdiendo con el paso de los años.  La palabra chacahua es del dialecto Mixteco que significa "Lugar donde abundan los camarones".

## Formación geomorfológica
La formación geológica de este parque se resume como un proceso que dio origen a dos unidades geológicas diferentes:
Durante el periodo jurásico. En este periodo de la era mesozoica se formaron tierras altas con origen tectónico a base de rocas metamórficas.
Durante el periodo cuaternario. En este periodo de la era cenozoica se formaron grandes rocas metamórficas que elevaron el relieve y dieron paso a montañas y sierras debido a la gran actividad volcánica.

## Relieve
El relieve del parque se compone por siete unidades diferenciadas. Estas son:
- Llanura aluvial o costera
- Llanura fluvial
- Llanura deltaica
- Los lomeríos
- Las marismas
- La barra costera
- Los cuerpos de agua

## Ecosistemas
El parque se encuentra conformado por dos ecosistemas, los cuales son:
Ecosistema terrestre. Ocupa una extensión de once mil quinientos noventa y ocho hectáreas. Comprende tierras bajas que son el 81% de la superficie, tierras altas que son el 17% y las tierras de transición con el 2%.
Ecosistema acuático. Ocupa una extensión de tres mil trescientas veinticuatro hectáreas. Comprende el complejo lagunar Chacahua-Pastoría y cuatro lagunas menores: Poza el Mulato, Palizada, Poza de los Corraleños y Salina Grande.

## Clima
El clima del parque se denomina como Trópico Subhúmedo debido a la cercanía con el Océano Pacífico. Esta zona tiene precipitaciones que van de 600 a 1500 mm con temperaturas que rebasan los 20 °C.

## Flora y fauna
De acuerdo al Sistema Nacional de Información sobre Biodiversidad de la Comisión Nacional para el Conocimiento y Uso de la Biodiversidad (CONABIO) en el Parque Nacional Lagunas de Chacahua habitan más de 530 especies de plantas y animales de las cuales 42 se encuentra dentro de alguna categoría de riesgo de la Norma Oficial Mexicana NOM-059  y 24 son exóticas,
El parque tiene 10 tipos diferentes de vegetación: selva espinosa, selva inundable, caducifolia, bosque latifoliado subtropical, manglares, sabana, bosque de galería, tular, palmar y dunas costeras. Hasta ahora han sido documentadas en el parque 246 especies de flores y 189 especies de animales. Se pueden encontrar aves como cigüeñas, garzas, patos salvajes, cercetas aliazules, pelícanos y espátulas. Cuatro especies de tortugas también visitan el parque para poner sus huevos. Las lagunas de Chacahua son un importante hábitat para especies en peligro de extinción como las tortugas marinas, cocodrilos y otras especies endémicas del lugar como las iguanas.

## Atracciones turísticas
Hay recorridos en barco para observar las orillas, los manglares y las muchas aves que pescan en estas aguas. Estos recorridos normalmente incluyen una parada para degustar la comida local y para visitar un criadero de cocodrilos que cría varios cocodrilos de la costa del Pacífico mexicano (Crocodylus acutus).